# Лифляндская губерния
Лифля́ндская губе́рния (нем. Livländisches Gouvernement, Liefländische Gouvernement, эст. Liivimaa kubermang, латыш. Vidzemes guberņa), также Лифля́ндия — одна из трёх прибалтийских (остзейских) губерний Российской империи. Образована в 1713 году по указу русского царя Петра I на территории бывшей Шведской Ливонии как Рижская губерния.
В 1783 году указом императрицы Екатерины II Рижскую губернию преобразовали в Рижское наместничество, которое, в свою очередь, в 1796 году по указу императора Павла I было переименовано в Лифляндскую губернию.
В настоящее время земли бывшей Лифляндской губернии (по состоянию на начало 1917 года) являются территориями современных Латвии (в состав которой отошла бо́льшая её часть, включая город Ригу) и Эстонии.

## Герб губернии
Утверждён 8 декабря 1856 года.
Описание герба: «В червлёном поле серебряный гриф с золотым мечом, на груди, под Императорской короной, червлёный вензель: ПВ ИВ (Пётр Второй, Император Всероссийский). Щит увенчан Императорской короной и окружён золотыми дубовыми листьями, соединёнными Андреевской лентой».

## Географическое положение
Территория губернии представляла собой довольно правильный прямоугольник с наибольшей длиной 246 вёрст (262 км) и шириной 198 вёрст (211 км).
Границы: с севера — Эстляндская губерния, с востока — Чудское озеро и пролив, соединяющий его с Псковским озером, Псковская и Витебская губернии, с юга — Курляндская губерния, с запада — Рижский залив. Длина западной границы (морского побережья) — 280 вёрст (299 км). Площадь Лифляндской губернии (по Стрельбицкому) составляла 41 325,4 квадратных вёрст (47 030,87 км²).

## История
На территории Шведской Лифляндии в 1713 году по указу русского царя Петра I была образована Рижская губерния, которая первоначально включала в себя, помимо собственно Лифляндии, также часть земель упразднённой Смоленской губернии. С 1719 года делилась на две провинции: Рижскую (Лифляндия с городами Рига, Пернов, Венден и островом Эзель) и Смоленскую (с городами Смоленск, Дорогобуж, Рославль, Вязьма). В 1721 году по Ништадтскому мирному договору Шведская Лифляндия перешла «в непрекословное вечное владение» русского царя и его наследников.
В 1726 году Смоленскую провинцию выделили в самостоятельную Смоленскую губернию, и в составе Рижской губернии образованы пять провинций: Рижская, Венденская, Дерптская, Перновская и Эзельская.
В 1783 году по указу императрицы Екатерины II губерния была преобразована в Рижское наместничество, в составе которого находилось девять уездов: Рижский, Венденский, Вольмарский, Валкский, Дерптский, Перновский, Феллинский, Верроский и Эзельский. В 1796 году при императоре Павле I наместничество переименовали в Лифляндскую губернию. В 1893 году Дерптский уезд Лифляндской губернии переименован в Юрьевский.
30 марта (12 апреля) 1917 года Временное правительство приняло положение «Об автономии Эстляндии», согласно которому Верроский, Перновский, Феллинский, Эзельский и Юрьевский уезды, а также часть Валкского уезда выделили из Лифляндской губернии и передали Эстляндской губернии. В феврале 1918 года, во время Первой мировой войны, Лифляндская губерния была оккупирована и вошла в так называемый Ober Ost. После Брестского мира 12 апреля 1918 года создано Балтийское герцогство, в которое включили и земли Лифляндии.
В начале 1919 года территория бывшей Лифляндской губернии вошла в состав Советской Латвии, а по Рижскому мирному договору 1920 года её закрепили за независимой Латвийской Республикой.

## Административно-территориальное деление
В конце XIX века Лифляндская губерния делилась на 9 уездов.
| № | Уезд                        | Уездный город               | Герб уездного города | Площадь, кв. вёрст | Население, чел. (1897 г.) |
| - | --------------------------- | --------------------------- | -------------------- | ------------------ | ------------------------- |
| 1 | Валкский                    | Валк (10 922 чел.)          |                      | 5298,7             | 120 585                   |
| 2 | Венденский                  | Венден (6356 чел.)          |                      | 4953,7             | 124 208                   |
| 3 | Верроский                   | Верро (4152 чел.)           |                      | 3744,2             | 97 185                    |
| 4 | Вольмарский                 | Вольмар (5050 чел.)         |                      | 4358,1             | 112 836                   |
| 5 | Перновский                  | Пернов (12 898 чел.)        |                      | 4694,9             | 98 123                    |
| 6 | Рижский                     | Рига (282 230 чел.)         |                      | 5468,4             | 396 100                   |
| 7 | Феллинский                  | Феллин (736 чел.)           |                      | 4015,2             | 99 747                    |
| 8 | Эзельский                   | Аренсбург (4603 чел.)       |                      | 2515,5             | 60 263                    |
| 9 | Юрьевский (ранее Дерптский) | Юрьев (Дерпт) (42 308 чел.) |                      | 6276,7             | 190 317                   |

Уезды разделялись на участки (станы), состоявшие в ведении помощников начальника уезда. В каждом уезде имелось по два округа верхнекрестьянских судов, кроме Эзельского уезда, в котором такой округ был только один.
В Лифляндской губернии находилось 10 городов (9 уездных и 1 заштатный — Лемзаль), 1 посад — Шлок. Сельское население проживало в 918 мызах, 1247 полумызах, 114 пасторатах, 1820 деревнях, 84 посёлках и 15 712 усадьбах, всего в 50 654 дворах.
В уездах имелось 17 участковых комиссаров, подчинённых Лифляндской комиссии крестьянских дел. В судебном отношении Лифляндская губерния делилась на 5 судебных округов и 42 участка мировых судей.
Представительные органы волостей — волостные сходы (нем. gemeindeversammlung), состоявшие из всех налогоплательщиков волости, или сходы выборных, избиравшиеся налогоплательщиками волости; исполнительные органы волостей — волостные старшины.
После Февральской революции на основании положения Временного правительства России от 30 марта 1917 года «Об автономии Эстляндии» Лифляндская губерния была разделена: пять северных уездов с эстонским населением (Юрьевский, Перновский, Феллинский, Верроский и Эзельский), а также населённые эстонцами волости Валкского уезда вошли в состав соседней Эстляндской губернии. При этом точную новую границу между Эстляндской и Лифляндской губерниями так и не установили.

## Руководство губернии
Лифляндская губерния управлялась губернатором, назначавшимся российским императором. Представительный орган местного самоуправления — ландтаг, председатель которого назывался ландмаршалом, исполнительный орган — ландратская коллегия, состоявшая из 12 ландратов, избиравшихся пожизненно.

### Генерал-губернаторы
| Ф. И. О.                                | Титул, чин, звание                                                         | Время замещения должности |
| --------------------------------------- | -------------------------------------------------------------------------- | ------------------------- |
| Меншиков Александр Данилович            | светлейший князь, генерал-фельдмаршал                                      | 1710—1713                 |
| Голицын Пётр Алексеевич                 | князь, комнатный стольник                                                  | 1713—1719                 |
| Репнин Аникита Иванович                 | князь, генерал от пехоты, генерал-фельдмаршал                              | 1719—03.07.1726           |
| Вакансия                                |                                                                            | 1726—1740                 |
| Ласси Пётр Петрович                     | граф, генерал-фельдмаршал                                                  | 19.02.1740—19.04.1751     |
| Вакансия                                |                                                                            | 1751—1762                 |
| Броун Юрий Юрьевич                      | граф, генерал-аншеф                                                        | 01.03.1762—18.09.1792     |
| Репнин Николай Васильевич               | князь, генерал-адъютант, генерал-аншеф                                     | 1792—08.11.1796           |
| Нагель Ларион Тимофеевич                | действительный тайный советник                                             | 26.10.1798—26.09.1800     |
| Пален Пётр Алексеевич                   | граф, генерал от кавалерии                                                 | 26.09.1800—1801           |
| Голицын Сергей Фёдорович                | князь, генерал от инфантерии                                               | 1801—1803                 |
| Буксгевден Фёдор Фёдорович              | граф, генерал от инфантерии                                                | 1803—1806                 |
| Тормасов Александр Петрович             | генерал от кавалерии                                                       | 1806—1808                 |
| Буксгевден Фёдор Фёдорович              | граф, генерал от инфантерии                                                | 1808—1809                 |
| Лобанов-Ростовский Дмитрий Иванович     | князь, генерал от инфантерии                                               | 07.12.1810—10.05.1812     |
| Паулуччи Филипп Осипович                | маркиз, генерал-лейтенант                                                  | 17.10.1812—01.01.1830     |
| Пален Матвей Иванович                   | барон, генерал-лейтенант                                                   | 01.01.1830—28.03.1845     |
| Головин Евгений Александрович           | генерал от инфантерии                                                      | 28.03.1845—01.01.1848     |
| Суворов-Рымникский Александр Аркадьевич | граф Рымникский, князь Италийский, генерал-адъютант, генерал от инфантерии | 01.01.1848—04.11.1861     |
| Ливен Вильгельм Карлович                | барон, генерал-адъютант, генерал от инфантерии                             | 04.11.1861—15.12.1864     |
| Шувалов Пётр Андреевич                  | граф, генерал-лейтенант                                                    | 15.12.1864—18.04.1866     |
| Баранов Эдуард Трофимович               | граф, генерал-адъютант, генерал-лейтенант                                  | 18.04.1866—09.10.1866     |
| Альбединский Пётр Павлович              | генерал-адъютант, генерал-лейтенант                                        | 09.10.1866—22.09.1870     |
| Багратион Пётр Романович                | князь, генерал-лейтенант                                                   | 22.09.1870—18.01.1876     |

### Губернаторы
| Ф. И. О.                     | Титул, чин, звание     | Время замещения должности |
| ---------------------------- | ---------------------- | ------------------------- |
| Бон Герман Иоганн де         | генерал-аншеф, и. д.   | 03.07.1726—30.12.1726     |
| Чернышев Григорий Петрович   | генерал-кригс-комиссар | 30.12.1726—16.05.1729     |
| Ласси Пётр Петрович          | генерал-аншеф, и. д.   | 16.05.1729—19.02.1740     |
| Бисмарк Людвиг               | генерал-аншеф          | 28.03.1740—31.12.1740     |
| Должность отсутствовала      |                        | 1740—1758                 |
| Долгоруков Владимир Петрович | князь, генерал-поручик | 30.03.1758—31.05.1761     |
| Аршеневский Яков Степанович  | генерал-майор, и. д.   | 31.05.1761—01.03.1762     |
| Должность отсутствовала      |                        | 1762—1782                 |
| Пиль Иван Алферьевич         | генерал-поручик        | 09.06.1782—1783           |

### Правители наместничества
| Ф. И. О.                     | Титул, чин, звание                      | Время замещения должности |
| ---------------------------- | --------------------------------------- | ------------------------- |
| Беклешов Александр Андреевич | генерал-майор (генерал-поручик)         | 1783—1789                 |
| Рекке Иоганн                 | граф, генерал-майор                     | 1789—1791                 |
| Пален Петер Людвиг           | генерал-майор                           | 1791—1795                 |
| Мейендорф Казимир            | барон, действительный статский советник | 1795—1796                 |

### Губернаторы
| Ф. И. О.                                         | Титул, чин, звание | Время замещения должности |
| ------------------------------------------------ | --- | ------------------------- |
| Кампенгаузен Балтазар Иванович                   | барон, тайный советник                                                                                                  | 06.01.1797—26.02.1797     |
| Менгден Эрнст Бурхард                            | граф, действительный статский советник (тайный советник)                                                                | 26.02.1797—06.09.1797     |
| Рихтер Христофор Адамович                        | тайный советник | 12.09.1797—29.08.1808     |
| Репьев Иван Николаевич                           | действительный статский советник                                                                                        | 29.08.1808—13.05.1811     |
| Дюгамель Осип Осипович                           | тайный советник | 13.05.1811—05.11.1827     |
| Ган Павел Васильевич                             | барон, действительный статский советник                                                                                 | 27.11.1827—17.04.1829     |
| Фёлькерзам Егор Фёдорович                        | тайный советник | 11.05.1829—13.02.1847     |
| Эссен Максим Антонович                           | тайный советник | 27.05.1847—18.05.1862     |
| Эттинген Август Александрович                    | в звании камергера, статский советник, и. д. (утверждён с произведением в действительные статские советники 22.07.1862) | 18.05.1862—19.01.1868     |
| Лизандер Фёдор Станиславович                     | в звании камергера, действительный статский советник                                                                    | 26.01.1868—12.01.1871     |
| Врангель Михаил Егорович                         | барон, генерал-майор | 29.01.1872—22.11.1874     |
| Икскуль фон Гильденбандт Александр Александрович | в звании камергера, действительный статский советник                                                                    | 06.12.1874—19.11.1882     |
| Шевич Иван Егорович                              | в звании камергера, тайный советник                                                                                     | 19.11.1882—01.05.1885     |
| Зиновьев Михаил Алексеевич                       | генерал-лейтенант | 09.05.1885—02.12.1895     |
| Суровцев Владимир Дмитриевич                     | генерал-майор | 23.02.1896—08.09.1900     |
| Пашков Михаил Алексеевич                         | генерал-майор (с 1.1.1903 генерал-лейтенант), и. д. (утверждён 31.12.1901)                                              | 27.01.1901—27.06.1905     |
| Звегинцов Николай Александрович                  | тайный советник | 27.06.1905—1914           |
| Келеповский Аркадий Ипполитович                  | действительный статский советник                                                                                        | 1914—1916                 |
| Лавриновский Николай Николаевич                  | действительный статский советник                                                                                        | 1916—1917                 |

### Губернские предводители дворянства
| Ф. И. О.                                         | Титул, чин, звание                                          | Время замещения должности |
| ------------------------------------------------ | ----------------------------------------------------------- | ------------------------- |
| Тизенгаузен Георг Рейнальд                       | подполковник                                                | 25.01.1710—14.07.1710     |
| Менгден Иоганн Альбрехт                          | барон, генерал-майор                                        | 17.07.1710—12.10.1710     |
| Менгден Магнус Густав                            | барон                                                       | 14.10.1710—12.07.1712     |
| Шатер Магнус Иоганн                              |                                                             | 12.07.1712—1717           |
| Рихтер Отто Кристоф                              | и. д.                                                       | 1717—03.06.1721           |
| Будберг Готтард Вильгельм                        | барон                                                       | 07.07.1723—1727           |
| Берг Готтард Вильгельм                           |                                                             | 18.09.1727—23.08.1730     |
| Будценброк Каспар Фридрих                        |                                                             | 12.09.1730—1737           |
| Будберг Иоганн Густав                            | барон                                                       | 22.02.1737—1742           |
| Паткуль Генрих Густав                            |                                                             | 21.06.1742—1747           |
| Игельстрем Густав Генрих                         |                                                             | 15.06.1747—1759           |
| Будберг Леонард Иоганн                           | барон                                                       | 08.07.1759—1765           |
| Анреп Адольф Генрих                              |                                                             | 24.02.1765—25.04.1765     |
| Мейендорф Георг Иоганн                           | барон, и. д.                                                | 1765—1767                 |
| Игельстрем Густав Генрих                         | и. д.                                                       | 24.03.1767—14.02.1769     |
| Менгден Карл Густав                              | барон                                                       | 14.02.1769—26.05.1775     |
| Эссен Густав Вильгельм Таубе                     | и. д.                                                       | 09.07.1775—23.10.1775     |
| Ренненкампф Каспар Генрих                        | и. д.                                                       | 19.11.1775—1777           |
| Ренненкампф Франц Вильгельм                      |                                                             | 12.07.1777—1783           |
| Будберг Леонард Иоганн                           | барон                                                       | 1783—1786                 |
| Герздорф Иоганн Морид Фридрих                    | коллежский советник                                         | 03.10.1786—1792           |
| Сиверс Фёдор Фёдорович                           | полковник (генерал-майор)                                   | 02.12.1792—14.01.1797     |
| Самсон-Гиммелыптерн Карл Густав                  |                                                             | 14.01.1797—25.04.1797     |
| Рихтер Отто Иоганн Магнус (Христофорович)        | и. д.                                                       | 25.04.1797—01.07.1797     |
| Сиверс Фёдор Фёдорович                           | полковник (генерал-майор)                                   | 01.07.1797—1798           |
| Унгерн-Штернберг Кристиан Фридрих                | барон, майор                                                | 20.04.1798—1800           |
| Будденброк Густав-Иоганн Густавович              |                                                             | 28.06.1800—02.03.1803     |
| Самсон Карл-Густав Германович                    |                                                             | 02.03.1803—13.07.1806     |
| Нумерс Карл-Иоганн Густавович                    |                                                             | 13.07.1806—17.06.1809     |
| Белов Андрей Андреевич                           |                                                             | 17.06.1809—21.06.1812     |
| Шульц фон Ашераден Фридрих-Гейнгольд Фридрихович | барон                                                       | 21.06.1812—22.06.1818     |
| Левиз-оф-Менар, Фёдор Фёдорович                  | генерал-лейтенант                                           | 22.06.1818—27.03.1821     |
| Рихтер Отто Иоганн Магнус (Христофорович)        | ландрат, и. д.                                              | 1822—1824                 |
| Ярмерстедт Георг-Карл Карлович                   |                                                             | 25.06.1824—15.02.1827     |
| Левенвольде Фридрих-Иоганн Густавович            | барон                                                       | 15.02.1827—27.06.1830     |
| Гроте Фридрих Генрихович                         |                                                             | 27.06.1830—22.06.1833     |
| Липгарт Карл-Готгард                             |                                                             | 22.06.1833—22.06.1836     |
| Рихтер Эдуард                                    |                                                             | 22.06.1836—07.05.1838     |
| Слитген Конрад Гейнрихович                       | ландрат, и. д.                                              | 11.10.1838—1839           |
| Эттинген Александр Георгиевич                    |                                                             | 17.06.1839—26.02.1842     |
| Гагемейстер Август Николаевич                    |                                                             | 26.02.1842—08.09.1844     |
| Лилиенфельд Карл Карлович                        |                                                             | 08.09.1844—11.11.1848     |
| Фелькерзам Гамилькар Георгиевич                  | барон                                                       | 11.11.1848—16.11.1851     |
| Нолькен Густав Георгиевич                        | барон                                                       | 16.11.1851—14.05.1854     |
| Штейн Христиан Георгиевич                        |                                                             | 14.05.1854—15.11.1856     |
| Нолькен Густав Георгиевич                        | барон, ландрат, и. д.                                       | 15.11.1856—02.12.1857     |
| Эттинген Август Александрович                    | статский советник                                           | 02.12.1857—17.02.1862     |
| Ливен Павел Иванович                             | князь, в звании камергера                                   | 17.02.1862—08.03.1866     |
| Лилиенфельд Георг Карлович                       | в звании камергера                                          | 08.03.1866—20.03.1869     |
| Нолькен Густав Георгиевич                        | барон, и. д.                                                | 20.03.1869—23.06.1870     |
| Эттинген Николай Александрович                   |                                                             | 23.06.1870—29.05.1872     |
| Бок Генрих Генрихович                            |                                                             | 29.05.1872—09.06.1884     |
| Мейендорф Фридрих Александрович                  | барон, в звании камергера, действительный статский советник | 09.06.1884—12.03.1908     |
| Пилар Адольф Адольфович                          | барон                                                       | 12.03.1908—1917           |

### Вице-губернаторы
| Ф. И. О.                                         | Титул, чин, звание                                          | Время замещения должности |
| ------------------------------------------------ | ----------------------------------------------------------- | ------------------------- |
| Воейков Пётр Лукич                               | бригадир, генерал-майор                                     | 09.04.1719—07.05.1727     |
| Балк Фёдор Николаевич                            | генерал-майор (генерал-лейтенант)                           | 07.05.1727—17.06.1734     |
| Гохмут Карл                                      | генерал-лейтенант                                           | 17.06.1734—05.1736        |
| Бисмарк Людвиг                                   | генерал-лейтенант, генерал-аншеф                            | 15.05.1736—28.03.1740     |
| Вильдеман, Каспар?                               | генерал-лейтенант                                           | 02.01.1741—26.11.1741     |
| Еропкин Дмитрий Фёдорович                        | генерал-лейтенант                                           | 26.11.1741—17.09.1742     |
| Долгоруков Владимир Петрович                     | князь, генерал-майор                                        | 17.11.1742—29.03.1753     |
| Воейков Фёдор Матвеевич                          |                                                             | 1782                      |
| Долгоруков Владимир Петрович                     | князь, генерал-поручик                                      | 1782—1783                 |
| Вакансия                                         |                                                             | 1758—1782                 |
| Гартвис Себастьян Ангорн                         | генерал-поручик                                             | 1783—06.01.1797           |
| Наумов Николай Сергеевич                         | генерал-майор                                               | 29.03.1753—20.02.1758     |
| Кампенгаузен Балтазар Иванович                   | барон, статский советник (тайный советник)                  | 20.02.1758—30.03.1758     |
| Рихтер Кристоф Адам                              | коллежский советник (статский советник)                     | 06.01.1797—12.09.1797     |
| Бер Христиан Богданович                          | статский советник                                           | 12.09.1797—12.10.1806     |
| Дюгамель Осип Осипович                           | статский советник                                           | 12.10.1806—13.05.1811     |
| Вейтбрехт Иван Фридрихович                       | статский советник                                           | 29.05.1811—07.04.1821     |
| Кубе Леонтий Иванович                            | действительный статский советник                            | 06.06.1821—14.06.1852     |
| Бреверн Иван Христофорович                       | действительный статский советник                            | 20.06.1852—09.05.1858     |
| Кубе Юлий Леонтьевич                             | действительный статский советник                            | 13.05.1858—11.02.1872     |
| Икскуль фон Гильденбандт Александр Александрович | барон, в звании камергера                                   | 11.02.1872—06.12.1874     |
| Криденер Эдуард Владимирович                     | барон, статский советник                                    | 14.06.1875—23.04.1878     |
| Тобизен Герман Августович                        | в звании камергера, действительный статский советник        | 28.04.1878—15.03.1890     |
| Богданович Николай Модестович                    | статский советник                                           | 15.03.1890—10.12.1892     |
| Булыгин Александр Николаевич                     | действительный статский советник                            | 10.12.1892—21.12.1901     |
| Бельгард Алексей Валерианович                    | в звании камергера, статский советник                       | 22.12.1901—13.07.1902     |
| Неклюдов Пётр Петрович                           | действительный статский советник                            | 13.07.1902—27.06.1905     |
| Бологовский Яков Дмитриевич                      | статский советник                                           | 27.06.1905—30.06.1909     |
| Келеповский Аркадий Ипполитович                  | статский советник (действительный статский советник)        | 30.06.1909—16.05.1912     |
| Кропоткин Николай Дмитриевич                     | князь, статский советник (действительный статский советник) | 17.05.1912—1915           |
| Подолинский Сергей Сергеевич                     | коллежский асессор (надворный советник)                     | 1915—1917                 |

## Суды
Высшая судебная инстанция — Лифляндский надворный суд (нем. Livländisches Hofgericht), суды апелляционной инстанции — земские суды (нем. Landgericht), суды первой инстанции для дворянства — орднунгсгерихты (нем. Ordungsgericht), суды первой инстанции для крестьянства — уездный суд (нем. Kreisgericht), низшее звено судебной системы для крестьянства — волостной суд (нем. Gemeindegericht) и приходской суд (нем. Kirchspielgericht).

## Население
| Год  | Население, чел. | Городское, чел. | Сельское, чел. | Плотность, чел./м² |
| ---- | --------------- | --------------- | -------------- | ------------------ |
| 1860 | 905 795         | —               | —              | 22                 |
| 1895 | 1 310 670       | 257 730         | 1 052 948      | 32                 |

### Национальный состав населения на 1897 год[8]
| Уезд             | латыши | эстонцы | немцы  | русские | евреи | поляки | литовцы |
| ---------------- | ------ | ------- | ------ | ------- | ----- | ------ | ------- |
| Губерния в целом | 43,4 % | 39,9 %  | 7,6 %  | 5,2 %   | 1,8 % | 1,2 %  | …       |
| Валкский         | 87,9 % | 7,2 %   | 2,1 %  | 1,3 %   | 1,1 % | …      | …       |
| Венденский       | 94,4 % | …       | 3,5 %  | 1,0 %   | …     | …      | …       |
| Верроский        | 3,5 %  | 92,7 %  | 2,0 %  | 1,4 %   | …     | …      | …       |
| Вольмарский      | 93,3 % | 3,2 %   | 2,0 %  | …       | …     | …      | …       |
| Перновский       | …      | 94,0 %  | 3,7 %  | 1,1 %   | …     | …      | …       |
| Рижский          | 58,2 % | 1,1 %   | 18,2 % | 11,9 %  | 4,7 % | 3,5 %  | 1,6 %   |
| Феллинский       | …      | 97,1 %  | 1,8 %  | …       | …     | …      | …       |
| Эзельский        | …      | 95,5 %  | 2,6 %  | …       | …     | …      | …       |
| Юрьевский        | …      | 86,8 %  | 4,4 %  | 7,2 %   | …     | …      | …       |

### Состав населения по вероисповеданию
Данные по состоянию на 1895 год:
| протестанты | православные | иудеи  | католики | старообрядцы («раскольники») | прочих исповеданий |
| ----------- | ------------ | ------ | -------- | ---------------------------- | ------------------ |
| 1 072 185   | 177 661      | 41 163 | 18 533   | 438                          | 685                |

| Крупнейшие населённые пункты губернии (по переписи 1897 г.) | Крупнейшие населённые пункты губернии (по переписи 1897 г.) | Крупнейшие населённые пункты губернии (по переписи 1897 г.) | Крупнейшие населённые пункты губернии (по переписи 1897 г.) | Крупнейшие населённые пункты губернии (по переписи 1897 г.) | Крупнейшие населённые пункты губернии (по переписи 1897 г.) | Крупнейшие населённые пункты губернии (по переписи 1897 г.) | Крупнейшие населённые пункты губернии (по переписи 1897 г.) | Крупнейшие населённые пункты губернии (по переписи 1897 г.) | Крупнейшие населённые пункты губернии (по переписи 1897 г.) | Крупнейшие населённые пункты губернии (по переписи 1897 г.) | Крупнейшие населённые пункты губернии (по переписи 1897 г.) | Крупнейшие населённые пункты губернии (по переписи 1897 г.) |
| ----------------------------------------------------------- | ----------------------------------------------------------- | ----------------------------------------------------------- | ----------------------------------------------------------- | ----------------------------------------------------------- | ----------------------------------------------------------- | ----------------------------------------------------------- | ----------------------------------------------------------- | ----------------------------------------------------------- | ----------------------------------------------------------- | ----------------------------------------------------------- | ----------------------------------------------------------- | ----------------------------------------------------------- |
| Liflandia 1897                                              |                                                             |                                                             |                                                             |                                                             |                                                             |                                                             |                                                             |                                                             |                                                             |                                                             |                                                             |                                                             |

### Сословия
Данные на 1895 год:
| дворяне | духовенство | купечество | ремесленники | крестьяне | военные | иностранцы | другие |
| ------- | ----------- | ---------- | ------------ | --------- | ------- | ---------- | ------ |
| 8 275   | 3 135       | 5 898      | 98 366       | 1 146 658 | 36 147  | 10 317     | 1 882  |

Основную часть населения составляли бывшие помещичьи крестьяне, занимавшиеся преимущественно хлебопашеством и скотоводством. До 1804 года они были в полной зависимости от воли помещика, затем получили некоторые личные права, а в 1819 году освобождены от крепостной зависимости. Право пользоваться крестьянской землёй было даровано им в 1849 году. С этого времени барщина начинает заменяться оброком, и учреждается местный крестьянский банк, при помощи которого крестьяне приобретают землю в собственность.

### Дворянские роды
Некоторые дворянские роды, внесённые в матрикулы Лифляндской губернии:
- Валь
- Веймарн
- Вейсман фон Вейсенштейн
- Вольфеншильд
- Гельмерсен
- Гельфрейх
- Герцдорф
- Ган
- Гильхен
- Глазенап
- Голубцовы
- Гротгус
- Грюневальдт
- Дельвиг
- Дерфельден
- Дитмар
- Дрентельн
- Дубельт
- Дунтен
- Икскюль
- Икскуль-Гильденбандт
- Кампенгаузен
- Клебек
- Клот
- Корф
- Криденер
- Крузе
- Ламздорф
- Лаудон
- Лилиенфельд
- Липгарт
- Лоде
- Мандерштерн
- Медем
- Мейендорф
- Мекк
- Менгден
- Михельсон
- Моллер
- О’Рурк
- Пален
- Пальменбах
- Паткуль
- Плятер
- Ребиндер
- Рейтерн
- Ренненкампф
- Рённе
- Ридингер
- Рихтер
- Розенкампф
- Розен
- Роткирх
- Сиверс
- Сталь фон Гольштейн
- Тизенгаузен
- Фитингоф
- Цеймерн
- Эттинген

## География

### Геологическое строение
В геологическом и геогностическом отношении территория Лифляндской губернии с островами принадлежала к силурийской, девонской и новейшей (диллювиальной) системам. Из них первая была распространена в самой северной части губернии и на островах и состояла из доломитов, мергеля, известняков и песчаников. Средняя часть севера губернии относилась к среднему ярусу силурийской системы. Во всей остальной части губернии была распространена под диллювиальными наносами девонская система, состоявшая из известняков, доломитов, глины с гипсом, мергеля, песчаника и песка, причём последние породы образовывали нижний ярус этой системы и занимали наибольшую среднюю часть губернии. Этот песчаниковый ярус был известен своими пещерами: Жертвенная пещера (нем. Opferhöhle), Чёртова пещера (нем. Teufelshöhle) и Гутмансхоле (нем. Guttmannshöhle) близ Кремона и прочие.
В южной части Лифляндской губернии был распространён средний ярус девонской системы, состоявший из доломитов, известняка и глины с гипсом и мергелем. Между реками Зедде через реки Абзе и Огер до Западной Двины песчаники и пески, а отчасти глина и мергель образовывали верхний ярус девонской системы с преобладанием в нём остатков рыб. Береговые образования и эрратические валуны, покрывавшие поверхность, относились к новейшей, или диллювиальной, системе: под первыми встречались известковые туфы, торфяные мергели и болотистые железные руды, между вторыми преобладают кристаллические горные породы (гнейс, граниты и сиениты, диориты и порфиры); окаменелости силурийской системы были редки.

### Почвы
Почвы состояли из песка, глины, мергеля и мела и считались малоплодородными, только местами встречался чернозём. В низменностях почва переходила в луговые и моховые болота, местами — в торфяники.

### Рельеф
Продолжение эстляндских возвышенностей образовывало в Лифляндской губернии широкое плоскогорье высотой до 121 м, середина которого терялась в Вирц-Ервской низменности. На краях же оно разделялось на две ветви: Феллинскую, образовывавшую западный водораздел Лифляндской губернии, и восточную, формировавшую водораздел между озером Вирц-Ерв и Чудским озером. Первая, достигая высоты 133 м, тянулась на восток до реки Аа и на юг до Лемзаля. Здесь она носила название Лемзальского плоскогорья. На нём находилась Синяя гора (нем. Blauberg), когда-то считавшаяся священной у латышей. Вторая ветвь перерезывалась рекой Эмбах, к югу от которой имела название плоскогорья Оденпе. Близ Арраля терраса плоскогорья в 100 футов (30 м) выдвигала посреди болот гору Мунна-Меги [до 800 футов (244 м)]. Самое высокое плоскогорье Лифляндской губернии, Гангофское, тянулось на юг от горы Верро, понижаясь к Мариенбургскому озеру, юго-западные отроги его соединялись с Пебалгским, или плоскогорьем Аа, между pеками Аа, Эвст и Западной Двиной. В северной части Гангофского плато находилась одна из самых высоких точек Восточно-Европейской равнины — гора Мунна-Меги, покрытая лесами и имевшая в высоту 323 м; вблизи неё — гора Велла-Меги (228 м). По направлению к юго-востоку Гангофское плоскогорье через Чёртову гору продолжалось в пределы Псковской и Витебской губерний.
Пебалгские высоты были усеяны сотнями озёр и образовывали живописную местность. Высшая точка губернии — гора Гайзинг-Кальнс (312 м). Особенно красивы были склоны к реке Аа близ Зегевольда, Трейдена и берега Западной Двины близ Зельбурга и Кокенгаузена. Вся эта местность изобиловала множеством живописных развалин замков. Лесистые, покрытые лугами, а частично и торфяными болотами и богато орошённые низменности Лифляндской губернии располагались по берегу Чудского озера, вокруг озера Вирц-Ерв, вдоль берегов Рижского залива и по бассейнам рек Пернава и Салис, а также по низовьям рек Аа и Западная Двина. По берегу Рижского залива тянулись дюны, из которых наибольшая, близ Гутмансбаха, достигала 129 м высоты. Низменности в восточной части губернии изобиловали болотами. Вирц-Ервская низменность, расширяясь, как и озеро Вирц-Ерв, к северу, суживалась к югу Лифляндской губернии и представляла обширное плато, возвышавшееся над прибрежной низменностью и отделявшее от себя террасообразные возвышенности. Главные острова Лифляндской губернии Эзель и Моон своей местностью очень схожи с Эстляндской губернией: через них проходила плоская возвышенность (нем. Landrücken), и у обоих на северной покатости берега круто обрывались над морем, образовав так называемый глинт. Остров Моон был окружен, так же, как и остров Эзель, множеством мелких островов; близ последнего находились и более крупные — Абро, Фильзанд и др. В Рижском заливе располагался остров Руно.

### Внутренние воды губернии
Лифляндская губерния была очень богата водоёмами: на западе она омывалась Рижским заливом, повсеместно обильно орошалась 325 реками, кроме того, в ней насчитывалось до 1000 озёр (более половины из них находилось в Венденском уезде). Обширное Чудское озеро на востоке омывало территории губернии на протяжении более 110 вёрст (117 км); в центре губернии располагалось крупное озеро Вирц-Ерв; за ним следовали значительные озера: Буртнек, Лубанское, Мариенбургское и др. На прибрежной полосе Лифляндской губернии Рижский залив образовывал две гавани, доступные для больших судов: Рижскую при устье реки Западная Двина и Пернавскую при устье реки Пернава. На берегах лифляндских островов имелось множество небольших гаваней, неудобных из-за мелководья и наличия большого количества рифов и мелей (кроме Аренсбургской, более удобной и располагавшей хорошим рейдом).
Главные острова, лежащие в Балтийском море и принадлежавшие к Лифляндской губернии — Эзель, Моон — отделялись проливом Моон-Зунд от берега Эстляндской губернии и Малым Зундом друг от друга.
Реки Лифляндской губернии принадлежали к бассейнам Рижского и Финского заливов. К первому относились судоходная Пернава с притоками Наваст, Халлист и Реио; река Салис, сток озера Буртнек, в которое впадали реки Руйен и Зедде; река Свент-Уппе, впадавшая непосредственно в Рижский залив и соединённая с Салисом протоком Нейбах. Кроме того, непосредственно в Рижский залив впадали многочисленные стоки озёр и береговые речки длиной 20-30 км. Сплавная (только для леса и только весной) лифляндская Аа орошала бо́льшую часть южной половины губернии. Река Западная Двина только правым берегом принадлежала Лифляндской губернии (на протяжении 138 вёрст или 147 км), от впадения в неё реки Эвст до устья, которое образовывало рижский порт, и оба берега которого находились в пределах губернии. К бассейну Финского залива относились реки, которые текли в него посредством Чудского озера, некоторые из них (реки Воо и Бюмзе) впадали в последний непосредственно, другие посредством озера Вирц-Ерв, в которое впадали реки Малый Эмбах, Эмель и из которого вытекала река Большой Эмбах (соединяла озеро Вирц-Ерв с Чудским озером; это была единственная судоходная река данного бассейна).

### Болота
Значительная площадь Лифляндской губернии была покрыта болотами. Из них низменные луговые болота (нем. Wiesenmoor, эст. Soo, латыш. Purr) были проходимы только летом. Они тянулись вдоль Чудского озера и Рижского залива, а также по рекам Пернава, Эмбах, Западная Двина и другим. Болотистые луга (нем. Sumpfwiesen), преимущественно в северной части губернии, сопровождали течение рек; моховые болота (нем. Hochmoor, эст. Rabba, латыш. Tirrul) или торфяники встречались в углублениях и ложбинах преимущественно в Рижском и Перновском уездах, а также на юго-западных скатах Пебалгских высот. Больше всего болот встречалось в Перновском (Нетци-Рабба, Лайсма-Соо и Маямо-Соо) и Феллинском (Пиндрина-Соо и Пендара-Соо) уездах, а меньше всего — в Венденском и Аренсбургском уездах (на острове Эзель). Всего болота, преимущественно голые и моховые, занимали около 360 тыс. десятин (3933 км²), или примерно 1/10 часть всей площади губернии.

### Леса
Перновский уезд губернии был покрыт почти сплошь лесами, переходившими в прилегающую часть Феллинского уезда. Леса тянулись от границы Эстляндской губернии широкой полосой на юг по бассейну реки Пернавы, в длину на 400 вёрст (427 км), в ширину — на 70-90 вёрст, и в Вольмарском уезде до берегов Рижского залива. Ими также была покрыта часть Рижского уезда и южная часть Венденского уезда по бассейну реки Эвста на пространстве длиной 250 вёрст (267 км) и шириной до 60 вёрст (64 км). Наименее богат лесами был остров Эзель.
Главными лесными породами в Лифляндской губернии являлись ель и сосна (достигавшие размеров «корабельного леса»), берёза, ольха, ясень, дуб и ива. Сохранившиеся экземпляры дубов огромных размеров показывали, что в прежние времена эта порода дерева была широко распространена в губернии. К концу XIX века дубовые рощи сохранились только местами (лучшая — в имении Гохразене).
Развивалось искусственное разведение лесов. Особенно рационально лесное хозяйство велось в казённых лесах, занимавших площадь около 210 тыс. десятин (2294 км²).

## Климат
Климат Лифляндской губернии имел более характер континентального (это объяснялось тем, что Балтийское море, вдаваясь далеко на север, замерзало). Кроме того, на климат очень влияли обширные болота и леса. Весенняя температура была подвержена наибольшим и резким колебаниям; вообще климат Лифляндской губернии был непостоянен и переменчив (главная причина этого — постоянные ветра). В направлении ветров преобладали юго-западные. Дожди по количеству, распределению и свойству были благоприятны; ливни — редки; снежный покров обыкновенно глубокий, в прибрежной полосе, а также в болотистых местах и низменностях бывали частые густые туманы.
Средние температуры (°C):
| Город / месяц | январь | апрель | июль | октябрь | среднегодовая |
| ------------- | ------ | ------ | ---- | ------- | ------------- |
| Рига          | -5,1   | 4,7    | 17,9 | 6,6     | 6,0           |
| Юрьев         | -6,7   | 3,2    | 17,1 | 4,7     | 4,4           |

На северо-востоке губернии на плоскогорье климат был холоднее, на островах зима — гораздо теплее (например, Церельский маяк, под 58° с. ш., январь −2,1 °C). Осадков выпадало более 500 мм в год, значительно более на юге и западе губернии, чем на севере и востоке; июль — самый дождливый месяц, но и следующие за ним три месяца были довольно дождливы. В целом, Лифляндская губерния чаще страдала от избытка, чем от недостатка дождей.

## Экономика
Источником значительных заработков населения служили судостроение, судоходство и в особенности рыболовство. Часть населения занималась тюленьим промыслом (на острове Руно и полуострове Шварбе), звероловством, птицеловством, торговлей и ремёслами.

### Природные богатства
Минеральные богатства губернии — глины, гипс, торф, болотный железняк. Близ Риги находились серные источники.
Флора Лифляндской губернии была особенно многообразна летом в окрестностях Феллина и Вендена, а также в так называемой «лифляндской Швейцарии», в том числе по берегам реки Аа. Из островов Лифляндской губернии по разнообразию флоры выделялся остров Эзель.

### Дикие животные
Вследствие осушения болот, распространения земледелия и уменьшения площади лесов количество диких животных в Лифляндской губернии заметно сокращалось, а некоторые виды совсем исчезли, как, например, кабаны. Наиболее были распространены следующие животные: медведи, волки, лоси, лисицы, куницы, хорьки, зайцы. Из местных птиц: орлы, соколы, ястребы, вороны, сороки, филины, воробьи, голуби, рябчики, куропатки, бекасы, аисты (на острове Эзель) и др.

### Рыбное хозяйство
Главный предмет рыбной ловли — салака, затем окунь, осётр; в меньшем количестве — налим и камбала. У берегов Эстляндии и близ Риги в большом количестве ловилась килька. Речные и озёрные породы: лосось, минога, сиг, снеток, корюшка, ёрш, судак, окунь и прочие. Лососи и снетки вывозились за пределы губернии.

### Сельское хозяйство
Лифляндская губерния была очень богата на зерновые культуры, из них наиболее распространёнными являлись: рожь, ячмень (повсеместно), гречиха (в небольшом количестве в средней и юго-западных частях). Корнеплодные растения разводились в большом количестве, главной культурой из них был картофель.
Из волокнистых и маслянистых: лён и пенька. Первое — одно из важнейших местных растений.
Из плодовых деревьев наиболее распространены были различные сорта яблони, вишня, груша, слива. Из ягод — клубника садовая, малина, смородина. Изредка встречался хмель.
Всего в 1881—1883 годах в 974 помещичьих и 120 церковных имениях (пасторатах) насчитывалось 3 147 216 десятин земли (3 438 000 га).
Сельское хозяйство губернии достигло высокого развития. Везде было введено многопольное, плодосменное хозяйство с усиленным удобрением всякого рода и дренированием полей. Орошение производилось и с помощью артезианских колодцев, которых в Лифляндской губернии имелось более 300. Под лугами с искусственным травосеянием и пастбищами, в том числе и осушенными болотами, находилось 41,5 % всей территории губернии. Урожайность хлебов местами была выше, чем в лучших чернозёмных губерниях. В конце XIX века активно развивались фабрики и заводы, обрабатывавшие продукцию животноводства (суконные фабрики, молочные и сыроваренные заводы, кожевенные и костемольные заводы).
В 1888 году в губернии имелось 216 870 лошадей, крупного рогатого скота — 401 498 голов, овец — 1 020 800 голов, свиней — 478 649 голов. Обработка полей производилась лошадьми и отчасти волами. В коневодстве использовалась местная порода — клеппер. Развивалось овцеводство и особенно свиноводство. Большую роль между побочными отраслями хозяйства играло птицеводство, меньшую — пчеловодство.

## Образование
В 1890 году из числа детей учебного возраста пользовались общепринятым обучением 86,61 %. Имелось 1959 учебных заведений с 137 285 учащимися (из них лиц мужского пола — 74 514, или 54,23 %, и лиц женского пола — 62 771, или 45,77 %). Детей, обучавшихся дома под надзором духовенства, насчитывалось 48 443. Таким образом, всего учащихся — 185 728.
На территории губернии находились Юрьевский (Дерптский) университет (2095 студентов), 16 мужских гимназий (4551 ученик) и 11 женских гимназий (2345 учениц), 48 уездных и приходских училищ (2534 мальчика и 2440 девочек), 40 приютов и сиротских домов, а также 222 училища, пансиона и школы частных лиц, городов и при молитвенных домах иностранных исповеданий.
Народные школы.
- 1) при церквах: 125 православных (3930 чел. мужского пола и 1175 чел. женского пола), 140 лютеранских (4235 чел. мужского пола и 1630 чел. женского пола);
- 2) волостных и сельских школ разных наименований — православных — 242 (4200 чел. мужского пола и 3245 чел. женского пола), лютеранских — 1087 (39 070 чел. мужского пола и 42 035 чел. женского пола).

Также действовали Рижская духовная семинария (145 воспитанников), Рижское духовное училище (215 воспитанников), 2 учительских семинарии (18 воспитанников), Юрьевский ветеринарный институт (290 студентов) и при нём фельдшерская школа (8 учащихся), Рижское политехническое училище (1025 учащихся), 2 рижских ремесленных училища (447 учащихся), 3 мореходных училища и класса (245 учащихся), 6 воскресных училищ (560 чел. мужского пола, 154 чел. женского пола), 3 школы для глухонемых (55 чел. мужского пола и 52 чел. женского пола), 6 еврейских училищ (496 чел. мужского пола и 317 чел. женского пола).

## Газеты
Издавались 24 газеты и периодических издания (12 — в Риге, 10 — в Юрьеве, 2 — в Пернове), в том числе несколько на эстонском и латышском языках.

## Здравоохранение
В 1890 году в Лифляндской губернии состояло 262 врача, из них 218 вольнопрактикующих и 3 женщины. Имелось 104 аптеки (сельских — 43); больницы находились во всех уездных городах (от 20 до 60 кроватей). В Риге, не считая тюремной, было две больницы на 882 кровати. При медицинском факультете Юрьевского университета существовала психиатрическая клиника, на даче Ротенберга близ Риги — лечебница для душевнобольных на 362 кровати. Богадельни были устроены в Риге (8, на 1200 лиц) и во всех уездных городах (всего призреваемых 7).

## Карты
| Сборный лист военно топографической карты Лифляндской губернии Масштаб: 3 версты в дюйме (1 см-1260м). | Сборный лист военно топографической карты Лифляндской губернии Масштаб: 3 версты в дюйме (1 см-1260м). | Сборный лист военно топографической карты Лифляндской губернии Масштаб: 3 версты в дюйме (1 см-1260м). | Сборный лист военно топографической карты Лифляндской губернии Масштаб: 3 версты в дюйме (1 см-1260м). | Сборный лист военно топографической карты Лифляндской губернии Масштаб: 3 версты в дюйме (1 см-1260м). | Сборный лист военно топографической карты Лифляндской губернии Масштаб: 3 версты в дюйме (1 см-1260м). | Сборный лист военно топографической карты Лифляндской губернии Масштаб: 3 версты в дюйме (1 см-1260м). | Сборный лист военно топографической карты Лифляндской губернии Масштаб: 3 версты в дюйме (1 см-1260м). | Сборный лист военно топографической карты Лифляндской губернии Масштаб: 3 версты в дюйме (1 см-1260м). | Сборный лист военно топографической карты Лифляндской губернии Масштаб: 3 версты в дюйме (1 см-1260м). | Сборный лист военно топографической карты Лифляндской губернии Масштаб: 3 версты в дюйме (1 см-1260м). | Сборный лист военно топографической карты Лифляндской губернии Масштаб: 3 версты в дюйме (1 см-1260м). | Сборный лист военно топографической карты Лифляндской губернии Масштаб: 3 версты в дюйме (1 см-1260м). |
| --- | --- | --- | --- | --- | --- | --- | --- | --- | --- | --- | --- | --- |
| (При нажатии на необходимый лист будет осуществлён переход на соответствующую карту)                   | | | | | | | | | | | | |

- Карта Лифляндии 1732 года из «Атласа Всероссийской Империи. Собрание карт И. К. Кирилова» (просмотр на сайте runivers.ru)
- Карта Лифляндской губернии (1820 г.). «Географический атлас Российской империи, Царства Польского и Великого Княжества Финляндского»
- Карта Лифляндской губернии из «Атласа» А. А. Ильина 1876 года (просмотр на сайте runivers.ru)